# Apokalipsa św. Jana

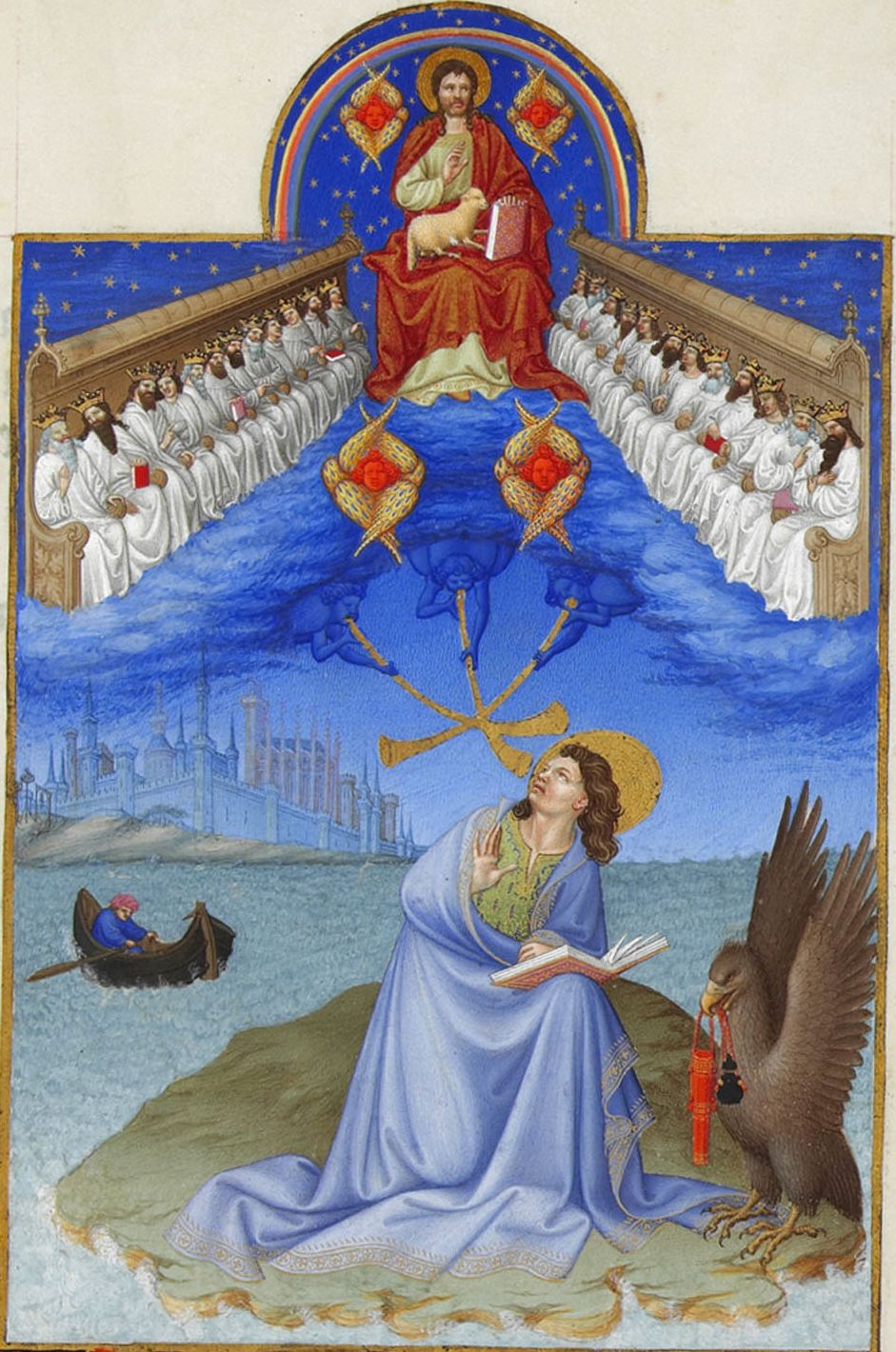
Wizja Jana Ewangelisty na Patmos (iluminacja z Bardzo bogatych godzinek księcia de Berry (ok. 1410)

Apokalipsa Świętego Jana [Ap], Księga Objawienia, Objawienie Jana [Obj] (gr. Ἀποκάλυψις Ιωάννου, „Objawienie Jana”) – utwór z gatunku literatury apokaliptycznej, jedyna prorocza księga Nowego Testamentu, opisująca wizje dotyczące końca istnienia obecnego świata, dzieje wierzących w Jezusa Chrystusa i całej ludzkości oraz Sąd Ostateczny. Apokalipsa zawiera bardzo liczne odwołania do Starego Testamentu. 
Tradycyjnie za autora jest uważany Jan Ewangelista (nie jest to całkowicie pewne, eschatologia księgi pod pewnymi względami różni się od eschatologii Ewangelii Jana). Powstanie datuje się na ostatnie lata I wieku lub okres prześladowań chrześcijan w Azji Mniejszej (po roku 68). Część biblistów uważa, że powstawała w dwóch etapach.
Jest to jedna z najtrudniejszych do zrozumienia i bardzo różnie interpretowanych ksiąg biblijnych. Niektórzy ojcowie Kościoła (m.in. Jan Chryzostom) sprzeciwiali się włączaniu tej księgi do kanonu ze względu na jej wieloznaczność i nadużywanie przez heretyków.
W wielu tłumaczeniach Biblii (m.in. katolickiej Biblii Jakuba Wujka oraz w przekładach protestanckich – np. Biblii warszawskiej) tytuł księgi przetłumaczono na Objawienie św. Jana, jako że greckie słowo apokalypsis w języku polskim oznacza dosłownie objawienie, odsłonięcie.
Zwykle umieszczana jest na końcu Nowego Testamentu, ale niektóre rękopisy umieszczają ją wcześniej. Minuskuły 325 i 336 umieszczają ją pomiędzy Listami powszechnymi a Listami Pawła. Minuskuł 69 umieszcza Apokalipsę przed Ewangeliami.
Samo słowo apokalipsa (gr. Ἀποκάλυψις) oznaczało pierwotnie objawienie. W czasach nowożytnych zaczęto nim również określać opisany w Apokalipsie św. Jana koniec czasów. Na XIX w. datowane są pochodne przymiotniki, np. (ang.) apocalypst (1829), apocalypt (1834), czy apocalyptist (1835). W późniejszym okresie apokalipsa stała się również nazwą pospolitą odnoszoną do wszelkich katastroficznych wizji czy wydarzeń.

## Data powstania księgi

### Tradycja
Według Justyna Męczennika Apokalipsa powstała podczas wojny żydowskiej (Dial. 81.4). Apokryficzne Dzieje Jana oraz Tertulian podają, że Jan został zesłany na Patmos przez Nerona. W tym samym okresie umiejscawia powstanie księgi Teofilakt, biskup Ochrydy, w swoim komentarzu do Ewangelii Jana (PG, CXXIII, 1133-1134). W wydaniach Peszitty autoryzowanych przez Kościół syryjski we wstępie do Apokalipsy podaje się: „Objawienie, które zostało dane Janowi Ewangeliście przez Boga na wyspie Patmos, na którą został zesłany przez cesarza Nerona”.
Klemens Aleksandryjski stwierdza, że powrót z Patmos nastąpił po śmierci tyrana, nie precyzując jednak, którego (Quis div. salv. 42). Według Euzebiusza Klemens Aleksandryjski miał utrzymywać, że Apokalipsa napisana została za Nerona. Sam Euzebiusz był zdania, że stało się to za Domicjana. Nie do końca też jasnym jest stanowisko Orygenesa, który stwierdza: „Cesarz rzymski – jak poucza tradycja – skazał Jana na wyspę Patmos” (Hom. In Matt, 16, 6).
Epifaniusz z Salaminy stwierdza, że Ewangelia Jana została napisana za Domicjana, natomiast Apokalipsa za Klaudiusza (PG, XLI 909-910). Kanon Muratoriego stwierdza, że apostoł Paweł, pisząc swoje listy do kościołów, wzorował się na siedmiu listach z Apokalipsy (rozdziały 2-3).
Datę powstania księgi Ireneusz z Lyonu ustala na koniec panowania Domicjana (Adv. Haer. V, 30, 3). Wiktoryn z Patawii podał, że czas napisania przypada na rządy Domicjana, ale wydał ją po jego śmierci i zwolnieniu z Patmos (CSEL 49, 92). Euzebiusz z Cezarei precyzuje i podaje 15 rok panowania Domicjana, a więc rok 95. Tę samą datę podał też Hieronim (De viris ill 9).

### Współczesne teorie
Od końca XIX wieku powstały liczne teorie wyróżniające w Apokalipsie źródła i podźródła. Teorie te przyniosły przynajmniej tę korzyść, że poznano dokładnie wszystkie paralele Apokalipsy w tekście Starego Testamentu, jak i literaturze pozabiblijnej. W połowie XX wieku powstała teoria Marie-Émile Boismarda (1916-2004), dominikanina, członka Szkoły Biblijnej w Jerozolimie, godząca głosy tradycji z nowożytnymi teoriami pluralistycznymi. Apokalipsa została zredagowana w oparciu o dwa, napisane przez tego samego autora, ale w różnym czasie, źródła. Teoria ta cieszyła się wielką popularnością w latach 50. i 60. Chociaż już w latach 70. większość biblistów ustosunkowała się do niej krytycznie, to po dziś dzień ma ona swoich zwolenników. Współcześnie dominuje przekonanie, że trzy pierwsze i ostatnie rozdziały Apokalipsy (także kilka krótkich fragmentów w środku) pochodzą od innego autora (ucznia wizjonera), ze względu na różnice stylistyczne. Stanowisko to prezentują Heinricht Kraft, Pierre Prigent, David Aune i inni. Lambrecht (1980) przedstawił argumentację na temat jedności literackiej tekstu Ap 4,1 – 22,5, włączając tym samym również i przedostatni rozdział do zasadniczego, pochodzącego od tego samego autora tekstu Apokalipsy. Podobne stanowisko zajął Wilcox i Giblin. Spór o jedność literacką Apokalipsy nie został jeszcze rozstrzygnięty.

#### Wczesne pochodzenie Apokalipsy
Rozdziały 6-7 opisują sytuację, jaka panowała w Palestynie na krótko przed wybuchem powstania żydowskiego. W rozdziale 11 znajduje się opis świątyni w Jerozolimie, więc ta nie mogła być jeszcze zburzona (stało się to w roku 70 n.e.). Rozdział 12 oddaje sytuację z czasów wojny żydowskiej (rok 68). W Ap 17,9-10 jest mowa o siedmiu królach – „pięciu upadło, jeden jest, inny nie przyszedł, a gdy przyjdzie, będzie mógł krótko tylko pozostać” (17,10). „Jeden jest” – Neron (54-68), „inny nie przyszedł” – może Wespazjan (69-79) bądź któryś z jego trzech krótko władających poprzedników (Galba, Oton, Witeliusz). Wskazuje to na rok 68 n.e..
Za wczesnym datowaniem opowiadał się Westcott, Hort, R.H. Lightfoot, C.F.D. Moule, F.F. Bruce, Kenneth L. Gentry. Gentry powołał się na opis świątyni z 11 rozdziału, która podczas pisania Apokalipsy nie była jeszcze zburzona, wielokrotnie powtarzany w Apokalipsie zwrot „czas jest bliski” (1,1-3; 22,6.7.10.12.20), szóstego króla z 17 rozdziału utożsamia z Neronem. Gentry datował Apokalipsę na lata 65-66.

#### Późne pochodzenie Apokalipsy
Wśród argumentów za późnym datowaniem podaje się, że sytuacja kościołów opisana w rozdziałach 2-3 bardziej odpowiada tej z końca I wieku niż końca lat 60. Kościół w Efezie „utracił pierwszą miłość”, co sugeruje upływ czasu. Laodycea nazwana została bogatą, podczas gdy w latach 60-61 nawiedziło ją trzęsienie ziemi, więc musiało upłynąć więcej niż 3-4 lata. Istnienie kościoła w Smyrnie bywa też podawane jako argument za późną datą. Niektórzy twierdzą, że chrystologia Apokalipsy jest na tyle rozwinięta, że musi pochodzić z lat 90. G.K. Beale przypuszcza, że identyfikowanie Babilonu z Rzymem powstało dopiero po roku 70., co przemawia na rzecz późniejszego datowania Apokalipsy.
Heinrich Kraft w wyniku analizy dubletów księgi (19, 10 i 22, 8 n) doszedł do wniosku, że Apokalipsa pochodzi zasadniczo od jednego autora, z wyjątkiem Ap 2-3 i Ap 21, 9 – 22, 5 dodanych później przez drugiego autora. Młodsze partie Apokalipsy pochodzą z lat 97-98, natomiast siedem listów Ap 2-3 zostały napisane przed śmiercią Trajana, ale po rewolcie żydowskiej w latach 114-115.
David E. Aune, autor 3-tomowego komentarza do Apokalipsy, zwrócił uwagę na różnice stylistyczne oraz chrystologiczne zachodzące pomiędzy partiami Ap 1,12b – 3,22 a Ap 4,1 – 22,5. Na tej podstawie uznał, że pierwsza redakcja Apokalipsy zawierała 1,7 – 12a oraz 4,1 – 22,5 i była apokalipsą w ścisłym tego słowa znaczeniu. Była dziełem anonimowym, bądź pseudonimowym, dokonana przez wczesnochrześcijańskiego proroka, między 68 a 74 rokiem. Wykorzystane zostały wizje powstałe w latach 50. i 60. W drugiej redakcji dodany został tytuł (1, 1-3), epistolarne wprowadzenie i doksologia (1, 4-6), wizja Chrystusa i siedem podyktowanych przezeń listów (1, 12a – 3, 22), epilog i epistolarne zakończenie 22, 6-21 oraz kilkanaście rozszerzeń i interpolacji w tekście powstałych w pierwszej redakcji. Tytuły, przydawane w judaizmie jedynie Bogu, tutaj przypisane zostały Chrystusowi. Druga redakcja dokonana została za Trajana (98-117) w Azji Mniejszej.
Większość współczesnych biblistów opowiada się za późnym datowaniem Apokalipsy.

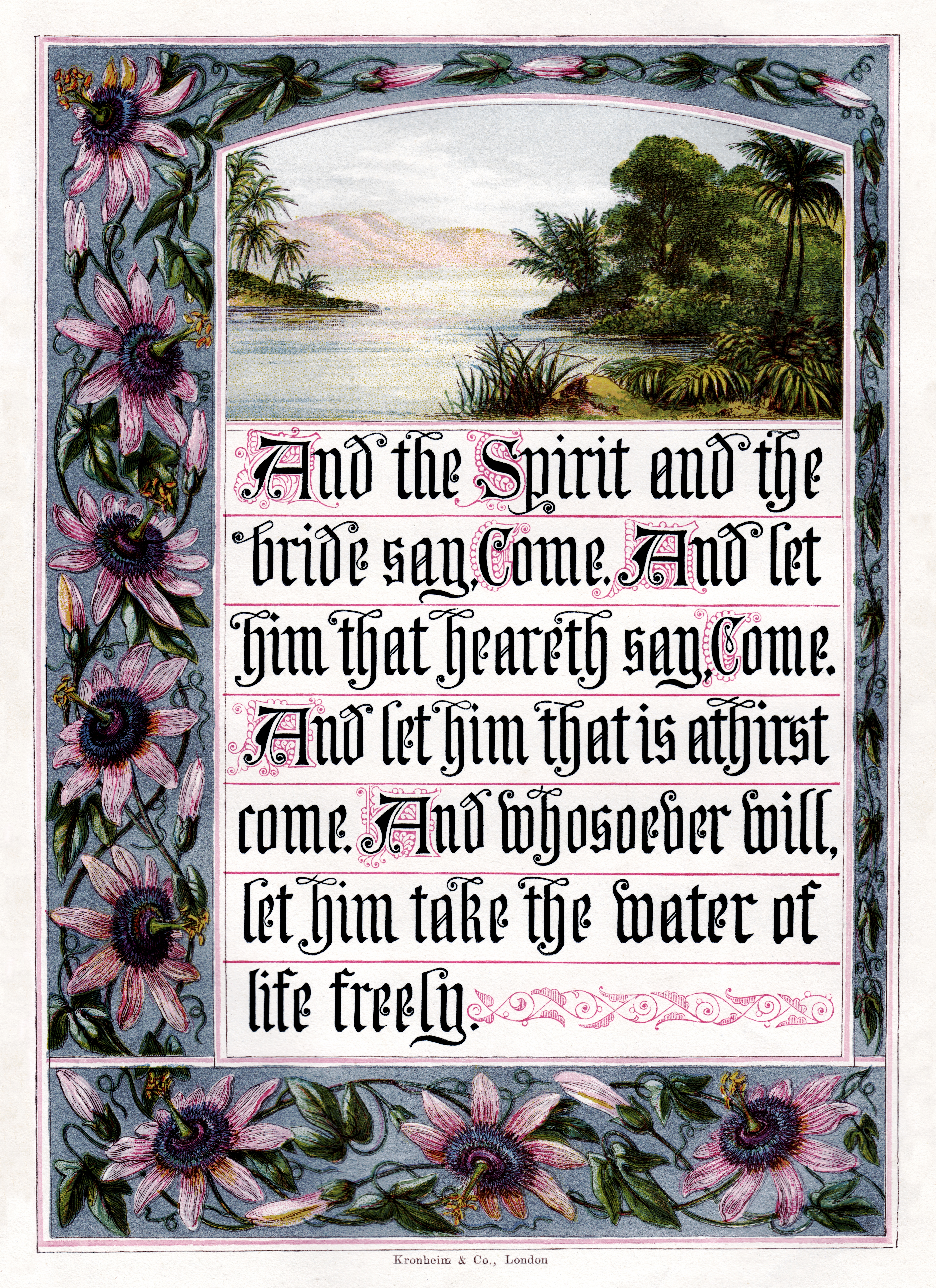
Ilustracja Josepha Marin Kronheimsa

## Miejsce powstania
Autor podaje w 1,9, że miał wizję na wyspie Patmos. Wedle tradycyjnego poglądu został zesłany na Patmos. Autor nigdzie nie stwierdza, że został zesłany, a wyrażenie z powodu słowa Boga i świadectwa Jezusa może oznaczać, że przybył tam jako misjonarz i wędrowny kaznodzieja, na tej samej zasadzie jak odwiedzał miasta Azji Mniejszej. Jednak w tamtych czasach wyspa była niemal niezamieszkała, a to wyklucza przybycie na wyspę w celach misyjnych.
Za zesłaniem może przemawiać użyty w 1,9 zwrot współuczestnik w ucisku. Małe wyspy były też częstym miejscem zesłania. W tym konkretnym przypadku mogło to nastąpić w wyniku decyzji władz lokalnych. Zesłanie potwierdzają Klemens Aleksandryjski, Orygenes, Tertulian, Wiktoryn i Hieronim. Wskazywano jednak, że Patmos położony jest zbyt blisko wybrzeży Azji Mniejszej, a skazaniec miałby zbyt łatwą możliwość kontaktów. Dawniej wielu egzegetów wyjaśniało, że na Patmos była albo kopalnia, albo kamieniołomy i autor został zesłany do ciężkiej pracy w nich. Jednak w tamtych czasach nie było na Patmos państwowych kopalni bądź kamieniołomów. Brano pod uwagę również i taką możliwość, że autor przybył na wyspę dobrowolnie, dla dokonania „rekolekcji zamkniętych” (podobnie jak Jezus podczas czterdziestodniowego postu, bądź Paweł na pustyni arabskiej).

## Autorstwo

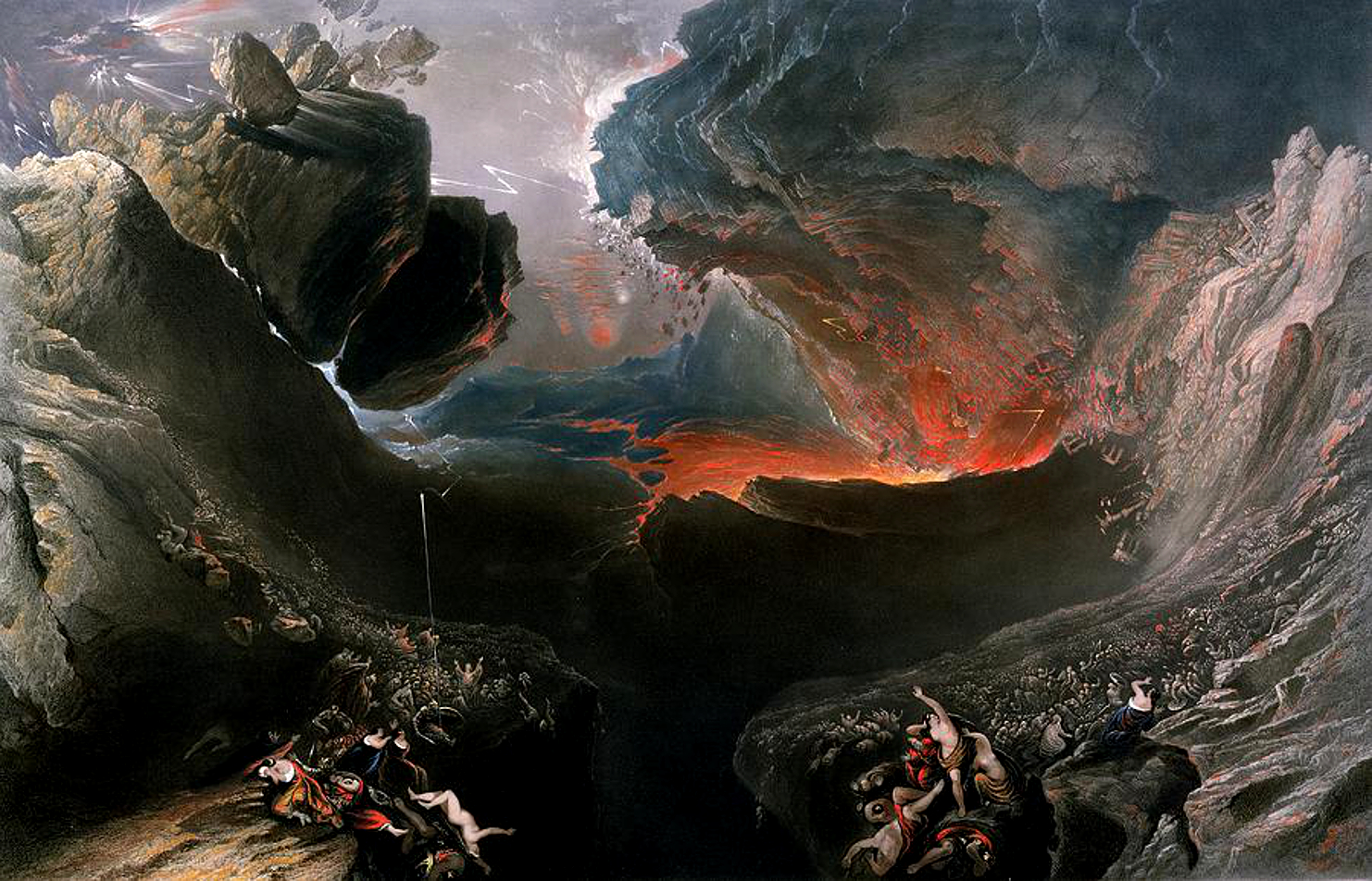
John Martin, Wielki dzień Jego gniewu (1852)

### Dane wewnętrzne
Autor czterokrotnie nazywa siebie Janem (Ap 1,1.4.9; 22,8), określa siebie jako sługę Boga (1,1), „brata” swych adresatów i „współuczestnika w ucisku, królestwie i wytrwałości w Jezusie”, zaliczył siebie do proroków (22,6-9). Mówiąc o apostołach (18,20; 21,14) traktuje ich jako zamkniętą grupę, do której nie zalicza siebie. Z faktu napisania listów do siedmiu kościołów w Azji (1,4), a zwłaszcza ze sposobu pisania wynika, że był dobrze znany swoim adresatom. Listy wskazują na doskonałą znajomość stosunków panujących w tych kościołach. Udzielanie pochwał oraz nagan wskazuje na autorytet jakim cieszył się u swoich odbiorców.

### Tradycja
Justyn Męczennik określa Jana, autora Apokalipsy, jako „jednego z Apostołów Chrystusa” (Dialog 81,4). Wagę tego świadectwa powiększa to, że Justyn był związany z Efezem. Kanon Muratoriego nazywa go uczniem Pańskim, poprzednikiem apostoła Pawła i przypisuje mu autorstwo Ewangelii, listów i Apokalipsy.
Inny anonimowy fragment z końca II wieku, Prologus antiqior do Ewangelii, stwierdza, że apostoł Jan najpierw napisał Apokalipsę na Patmos, a następnie Ewangelię w Azji.
Ireneusz z Lyonu w kilku miejscach swego dzieła Adversus haeresis autora Apokalipsy nazywa uczniem Pańskim. Utożsamia go z autorem Ewangelii Jana, dodaje szczegóły chronologiczne i powołuje się na naocznych świadków, którzy znali Jana osobiście.
Klemens Aleksandryjski nie wypowiada się w sprawie autorstwa Apokalipsy, ale stwierdza fakt powrotu Jana apostoła z Patmos do Efezu po śmierci tyrana.
Tertulian w swoim dziele Adversus Marcionem kilkakrotnie nazywa autora Apokalipsy Janem apostołem.
Hipolit Rzymski i Orygenes przypisują autorstwo apostołowi Janowi.
Na przełomie II i III wieku, prezbiter Kajusz z Rzymu, przypisał autorstwo Kerinthosowi. Dionizy Aleksandryjski twierdził, że autorem jest Jan prezbiter, inny od Jana apostoła. Dionizy powołał się na tradycję efeską, która mówi o dwóch grobach Jana. Jego zdaniem Apokalipsa nie mogła wyjść spod ręki Jana apostoła, ponieważ autor posługuje się swoim imieniem w przeciwieństwie do Ewangelisty, ze względu na różnice doktrynalne, język oraz styl. Pomimo tego środowisko aleksandryjskie nie uległo poglądom Dionizego i tacy jego przedstawiciele jak Atanazy, Dydym Ślepy oraz Cyryl Aleksandryjski przypisywali autorstwo Apokalipsy apostołowi.
Euzebiusz zajmuje dwuznaczne stanowisko i powołuje się na fakt grobów dwóch uczniów Pańskich o imieniu Jan w Efezie. Wiktoryn nazywa autora „apostołem i ewangelistą”. Bazyli Wielki i Epifaniusz byli zdania, że autorem jest Ewangelista. Podobnie Efrem Syryjski oraz wszyscy Ojcowie łacińscy.

### Nowożytna egzegeza

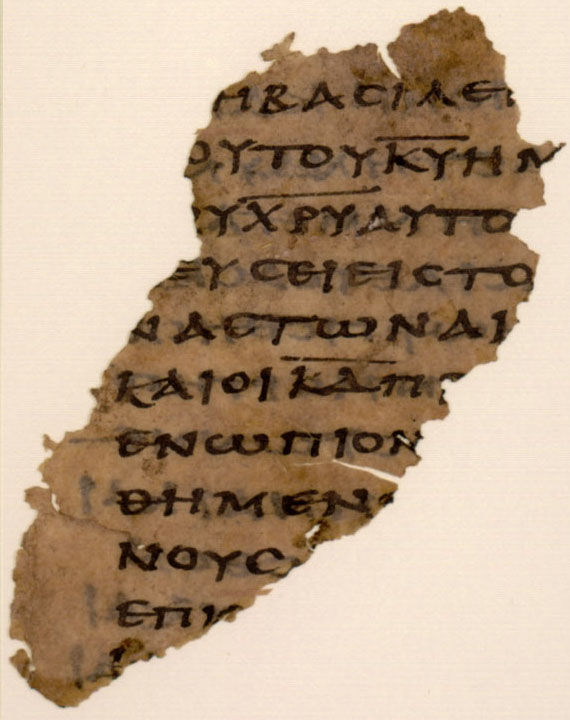
Kodeks 0308 z fragmentem tekstu Ap 11, 15-16

W wieku XIX pojawiły się rozbieżne stanowiska odnośnie do autorstwa Apokalipsy. Szkoła tybingeńska przyznawała autorstwo Apokalipsy apostołowi, odmawiając mu jednocześnie autorstwa Ewangelii i listów. Inni – odwrotnie – przyznawali apostołowi autorstwo Ewangelii i Listów, a odmawiano Apokalipsy. Na początku XX wieku zaproponowano jako autora Jana prezbitera, innego od Jana apostoła. Zwolennikami tego poglądu byli: Wilhelm Bousset, Hermann von Soden, Joachim Weiss i Ernst Lohmeyer. Inni opowiadali się za bliżej nieznanym azjatyckim Janem (A. Jülicher, A. Loisy, R.H. Charles).
Josephine M. Ford była zdania, że autorem zasadniczego trzonu Apokalipsy, tj. rozdziałów 4-11, jest Jan Chrzciciel, natomiast rozdziały 12-22 (z wyjątkiem dwóch krótkich fragmentów) pochodzą od jego ucznia, który poznał naukę, lecz niedokładnie i napisał tę partię przed rokiem 70. Rozdziały 1-3 powstały przed rokiem 60., zostały później dodane, wraz z tekstem 22,16-17a.20-21, przez Żyda, który pojął naukę Chrystusa bardziej dokładnie i skomponował całe dzieło. Ford bazuje na analizie filologicznej i wskazuje na niewielką liczbę aluzji do ksiąg Nowego Testamentu. Rozdziały 1-3 zawierają ich 38, rozdziały 20-22 – 30, rozdziały 4-19 – 36. Rozdziały 4-22 charakteryzują się niewielką liczbą chrześcijańskiego słownictwa. Apokalipsa nie stosuje charakterystycznego dla nowotestamentowych apokalips słowa „Parousia”, Chrystus przedstawiany jest jako ten, który nadchodzi, a to jest zgodne z tym, co Jan Chrzciciel mówił o Chrystusie. Interpretacja ta spotkała się z powszechną krytyką. Krytycy uznali, że można co najwyżej uznać, że autor znał tradycje wniesione do chrześcijaństwa przez uczniów Jana Chrzciciela. W roku 1995 Ford doszła do wniosku, że Apokalipsa została napisana przez jednego autora.

## Treść i struktura

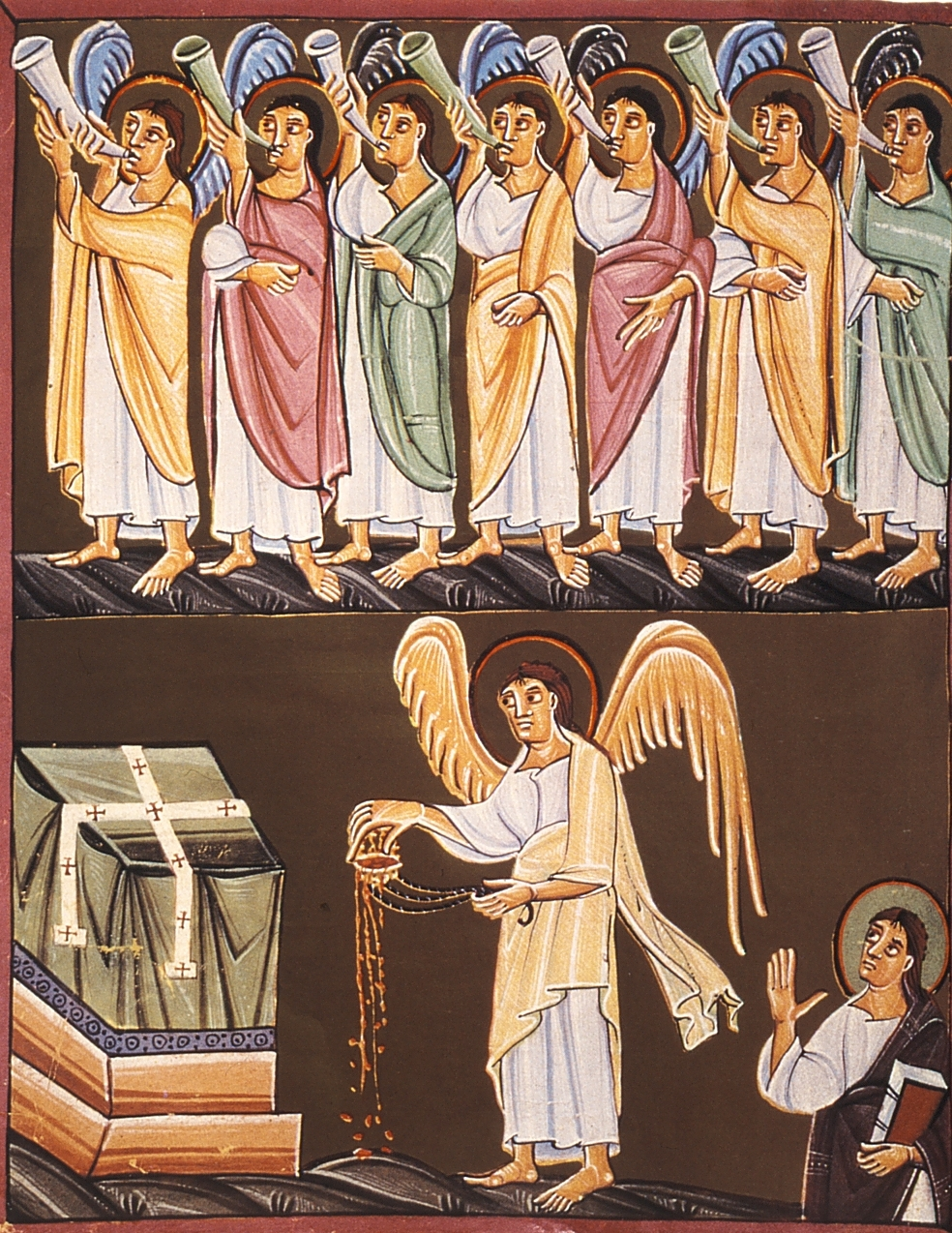
Siedmiu aniołów z siedmioma trąbami oraz anioł z kadzidłem, z Apokalipsy bamberskiej.

### Struktura księgi
W zależności od przyjętego kryterium księgę można podzielić na wiele różnych sposobów. Schemat poniżej ukazuje strukturę, jaką sugeruje sam tekst:
- Prolog (1,1-3)
- Część I
  - listy do siedmiu Kościołów (zborów) (1,4 – 3,22)
- Część II (4,1 – 22,5)
  - wprowadzenie: wizja tronu, Baranka, zwoju (księgi) (4,1 – 5,14)
  - siedem pieczęci (siódma pieczęć wchłania część po niej następującą) (6,1 – 7,17)
  - siedem trąb (siódma trąba wchłania część po niej następującą) (8,1 – 11,14)
  - znak Niewiasty, Smoka, aniołów z siedmioma plagami (siódma plaga wchłania część po niej następującą) (11,15 – 16,16)
  - konkluzja – prezentacja „wielkiego dnia” ostatecznej interwencji Chrystusa (16,17 – 21,4)
- Epilog (22,5 – 22,21)

### Treść księgi

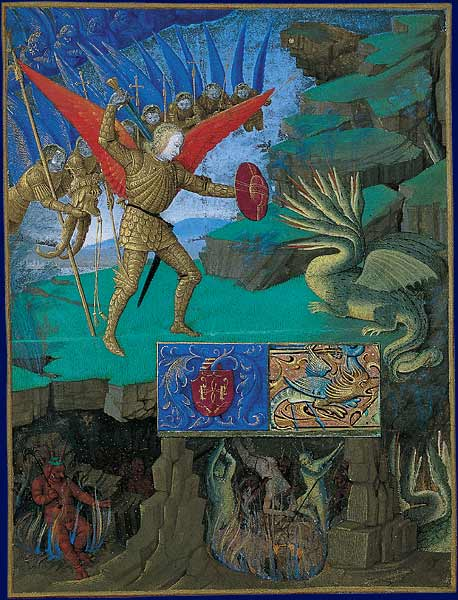
Archanioł Michał walczy ze Smokiem, Jean Fouquet

Prolog księgi określa ją jako „objawienie Jezusa Chrystusa, które dał Mu Bóg aby ukazać swym sługom, co musi stać się niebawem”, które otrzymał autor nazwany Janem. Księga jest zaadresowana do siedmiu Kościołów, do których Jan „współuczestnik w ucisku i królestwie i wytrwaniu w Jezusie” kieruje proroctwa, oceniające ich cnoty i zasługi, a także wady i grzechy. Następnie Jan opisuje wizję Boga zasiadającego na tronie czci oddawanej Mu przez 24 Starców i 4 Istoty żyjące oraz Baranka otwierającego „księgę zapisaną wewnątrz i na odwrocie”, zapieczętowaną na 7 pieczęci, których otwarcie wiązało się z wydarzeniami na ziemi (pojawienie się kolejno Czterech jeźdźców Apokalipsy, widzenie dusz męczenników domagających się sprawiedliwości, trzęsienie ziemi połączone z zaczernieniem słońca, krwistą barwą księżyca, upadkiem gwiazd, ogólnym przewrotem w świecie materialnym). Po otwarciu siódmej pieczęci następuje wizja 7 trąb, których brzmienie również wiąże się z wydarzeniami światowymi (spalona ziemia, krwiste morze, zatrute źródła, zaćmienie ciał niebieskich, Abaddon z szarańczą, 200 milionów jeźdźców zabijających 1/3 ludzi). Po wybrzmieniu siódmej trąby ukazała się Niewiasta, która porodziła Syna i walka w niebie między Michałem i jego aniołami a Smokiem i jego aniołami. Smok przekazał władze bluźnierczej Bestii, na usługach której była inna Bestia, której imię jest 666. Po jej przejściowym triumfie następuje triumf Baranka, któremu towarzyszą 144 000, wizja żniwa i winobrania, otwarcia świątyni Przybytku Świadectwa i aniołów z 7 czaszami, których wylewanie powoduje 7 plag spadających na ludzkość (złośliwa rana w ciele sług bestii, krwiste morze, krwiste źródła i rzeki, wielki skwar, ciemność w królestwie bestii, wysuszenie wód Eufratu, trzęsienie ziemi i rozpad Babilonu na trzy części). Następnie autor kreśli wizję upadku i zagłady Wielkiego Babilonu, ostatecznej walki Słowa Boga z Bestią, Sądu Ostatecznego i Miasta Bożego – Nowego Jeruzalem. Księgę wieńczy wyrażenie przekonania o rychłym powtórnym przyjściu Jezusa: „Mówi Ten, który o tym świadczy: «Zaiste, przyjdę niebawem». Amen. Przyjdź, Panie Jezu!”

## Język i styl
Już w starożytności greka Apokalipsy zwracała uwagę jako niezbyt gramatyczna, posługująca się własnymi regułami gramatycznymi i na dodatek uboga w słownictwo. Rodowity Grek nigdy by takiej księgi nie napisał. Przekłady odwołują się do reguł własnego języka, wygładzają błędy i osobliwości Apokalipsy.
Językowe osobliwości Apokalipsy skłaniały co niektórych badaczy do traktowania tej księgi jako tłumaczenia z semickiego oryginału. Hipoteza ta nie zdołała się obronić, m.in. ze względu na korzystanie z Septuaginty. Zwracano uwagę na wpływ lokalnej odmiany języka greckiego używanego przez Żydów w diasporze. Przyjmuje się, że autor słabo znał grekę, myślał natomiast po hebrajsku lub aramejsku.
Słownictwo obejmuje 913 terminów, 6 z nich pojawia się po raz pierwszy w literaturze, 8 z nich nie występuje ani w Septuagincie ani w Nowym Testamencie, 108 nie pojawia się w Nowym Testamencie; ponadto 98 to terminy rzadkie, użyte tylko raz lub tylko u jednego autora Nowego Testamentu. Niektóre terminy uzyskują semickie znaczenia, np. ονομα znaczy „osoba” (3,4; 11,3), διδομι ma zakres znaczeniowy hebrajskiego natan. Semickie terminy są nieliczne i używane celowo (amen, alleluja, imiona własne).
Rodzajnik używany jest zbyt często, choć czasem go brakuje, gdy jest mowa o rzeczy znanej i określonej. Zaimek względny jest zastępowany przez wskazujący (np. 3,8). Zaimki następują po rzeczowniku. Przysłówki są rzadko stosowane. Przypadki nie zawsze są stosowane poprawnie. Przyimek εν w celowniku zazwyczaj uzyskuje znaczenie instrumentalne. Inne przyimki też bywają używane na sposób semicki.
Czasowniki II koniugacji upodabniają się do form I koniugacji i dlatego powstają formy αφιω, δεικνυω, διδοω. Zachodzi jednak wahanie co do augmentum (εμελλον/ημελλον), oraz końcówek dla 3 osoby l. mn. aorystu i perfectum. Niektóre formy gramatyczne zapożyczone zostały z Septuaginty.
Zdania budowane są w prosty sposób i zauważalny jest wpływ semickiej parataksy, co obfituje częstym występowaniem spójnika και (i). Na 337 zdań Apokalipsy aż 245 (czyli 73,79%) zaczyna się od και. Brak mowy zależnej. Apokalipsa obfituje w powtórzenia.

## Symbolika Apokalipsy

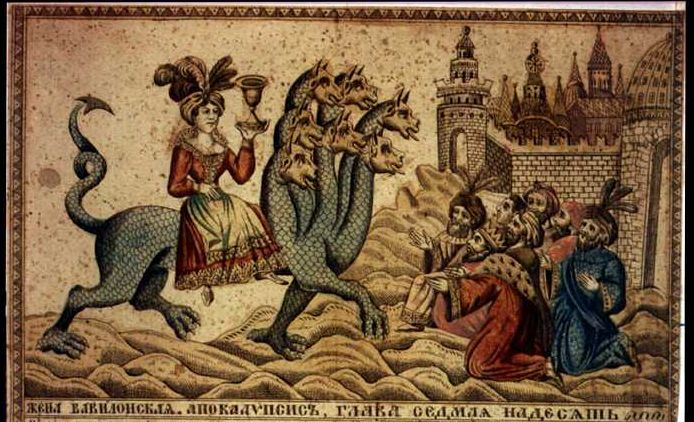
Siedmiogłowa bestia Apokalipsy i nierządnica (XIX-wieczny miedzioryt rosyjski)

Apokaliptyka jest gatunkiem literackim, w którym wielką rolę odgrywają symbole. Symbole wskazują na inną strefę rzeczywistości, o charakterze mitycznym i transcendentnym, którą nam przybliżają. Język symboli nie jest językiem precyzyjnym, towarzyszy mu swoista płynność i brak wyrazistości pojęciowej. Symbole są nośnikami ukrytego przekazu, systematyzowanie i porządkowanie symboli, dążenie do dokładnych ustaleń, co dany symbol winien oznaczać, zawsze prowadzi do uproszczeń. Symbolika Apokalipsy, jakkolwiek bogata, nie jest jednak oryginalna. Autor korzysta z symboli utrwalonych już w literaturze biblijnej (Księdze Ezechiela, Księdze Daniela) i pozabiblijnej.

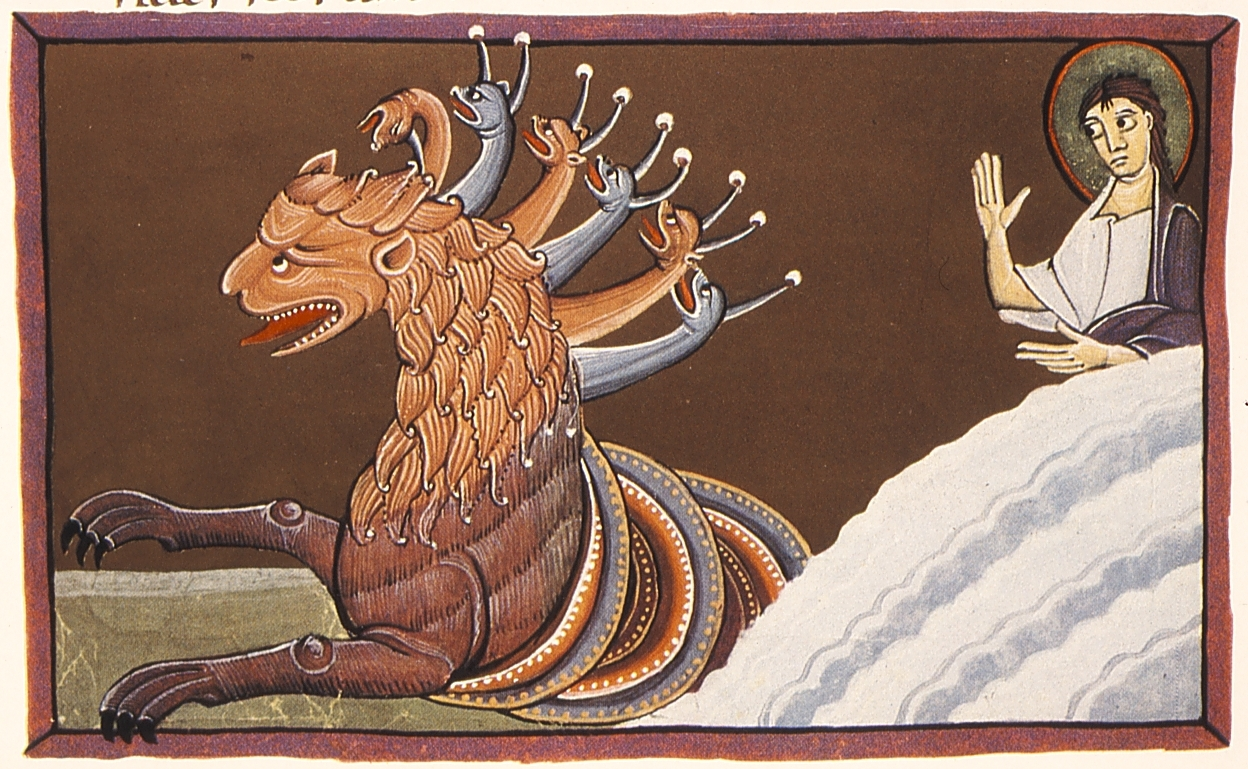
Bestia wychodząca z morza – iluminacja z Apokalipsy bamberskiej (ok. 1000-1020)

Interpretując symbole Apokalipsy należy brać pod uwagę również to, że ten sam symbol może odnosić się do kilku różnych rzeczy (np. 17,9 – siedem głów Bestii symbolizuje jednocześnie siedem pagórków i siedmiu królów), ale też kilka różnych symboli może ukazywać jedną i tę samą rzecz (np. Kościół w 19,7-8 ukazany został pod symbolem kobiety, a w 21,10 nn pod symbolem miasta). Wizji Apokalipsy nie można więc rozumieć dosłownie, gdyż zubażają jej przekaz.
Zdarza się czasem, że sam autor wyjaśnił stosowane przez siebie symbole. Niektóre symbole wyjaśnione zostały w Starym Testamencie (np. Lam 3,19; Ez 13,13.14). W innych przypadkach wyjaśnić je musi interpretator, poprzez lokalizację tekstów stosujących dany symbol i wyłonienie z nich jednej (lub kilku) szczególnej, łączącej te teksty cechy. Na podstawie tej cechy (cech), można wnioskować o przekazie semantycznym danego symbolu.
Wśród symboli Apokalipsy szczególną rolę odgrywa siódemka. Użyta została w Apokalipsie 54 razy. Występuje w strukturze Apokalipsy i rozmaitych wyliczeniach. Występuje w niej również smok i inne groźne potwory, które niszczą ludzkość.
Oscar Cullmann był zdania, że autor Apokalipsy posługuje się elementami liturgicznymi pierwotnego Kościoła. Posługiwanie się językiem liturgicznym wynikać ma z faktu, że kult jest antycypacją końca.

## Interpretacje księgi
W egzegezie anglosaskiej wykształciły się cztery stanowiska odnośnie do interpretacji Apokalipsy: preteryzm (preterist view), historycyzm (historicist), futuryzm (futurist) i stanowisko idealistyczne (idealist).
- Preteryzm – wizje Apokalipsy opowiadają o czasach współczesnych autorowi i wypełniły się w I wieku n.e.: Bitwie pod Har-Magedon odpowiada wojna żydowska i zniszczenie Jerozolimy, Bestia i Wielki Babilon to starożytny Rzym. Apokalipsa opisuje cierpienia i prześladowania jakich doznawał pierwotny Kościół ze strony zarówno pogan, jak i Żydów. Interpretacja ta powstała w XVI wieku[53][52][54].

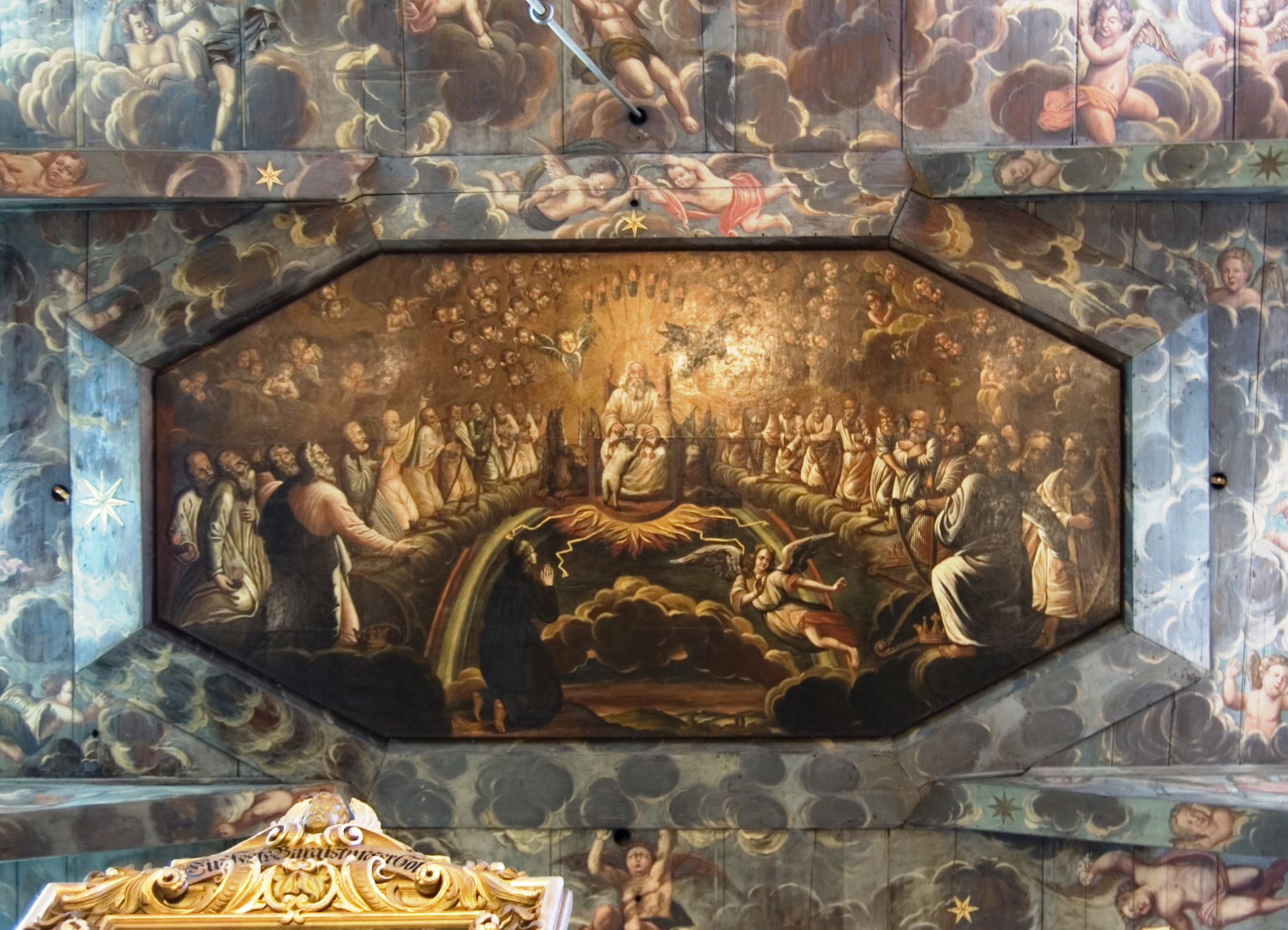
Baranek przyjmuje zapieczętowaną księgę (malowidło w kościele Pokoju w Świdnicy)

- Futuryzm (interpretacja eschatologiczna) – Apokalipsa zawiera przepowiednie przyszłych wydarzeń, które mają zajść przy końcu świata. Współczesne interpretacje eschatologiczne biorą swój początek w wieku XVII, a jednym z głównych propagatorów takiego ujęcia był Korneliusz a Lapide[53]. Protestanccy futuryści są zazwyczaj zwolennikami dyspensacjonalizmu. Futuryzm łącząc przepowiednie Księgi Apokalipsy z przepowiedniami pierwszego Listu św. Jana w zasadzie zgadza się, że po trzyipółletnim okresie wielkich prześladowań, kiedy Antychryst proklamuje siebie Mesjaszem i będzie usiłował podporządkować sobie chrześcijaństwo nastąpi Millenium[52].
- Historyzm – Apokalipsa opisuje całą historię Kościoła. W tej metodzie interpretacji za Nierządnicę uważano szereg państw, organizacji i kościołów, a za Antychrysta – niezliczoną liczbę osób. Interpretacja ta była popularna w średniowieczu. Historię Kościoła dzielono zwykle na siedem okresów, przy czym ostatni z nich miał zapoczątkować tysiącletnie panowanie Chrystusa, po którym miał nastąpić sąd ostateczny. Zwolennikiem takiej interpretacji był Joachim z Fiore i Mikołaj z Liry[55]. Po reformacji interpretację tę przyjęło – z modyfikacjami – wielu protestantów. Współcześnie opowiadają się za nią adwentyści i niektórzy fundamentaliści protestanccy, którzy za Bestię z Morza uważają Kościół rzymski, ze względu na m.in. prześladowania innowierców (np. waldensów) w średniowieczu i czasach nowożytnych. Z kolei np. Świadkowie Jehowy uważają ONZ za „bestię barwy szkarłatnej” mającą stanowić wizerunek splamionego krwią systemu politycznego[56][57][58][59].
- Interpretacja idealistyczna lub uniwersalna – Apokalipsa jest metaforą walki dobra i zła[52]. Interpretacja ta wychodzi z założenia, że Księga jest adresowana do chrześcijan wszystkich epok – i dla każdego z nich w równym stopniu aktualna i ważna. Skupia się ona na próbie wyjaśnienia współczesnego znaczenia tekstu przez jego krytyczne badanie (krytyka tekstu, krytyka literacka, krytyka form, analiza retoryczna i semiotyczna). Zastosowanie aparatu hermeneutycznego ma na celu próbę zrozumienia wizji autora, ukrytej pod bogatym językiem symboli. Zakłada się teantropologiczny charakter tekstu biblijnego (gr. θεός theos – ‘Bóg’ + ἀνήρ, dopełniacz ἀνδρός, aner, andros – 'mąż, człowiek’) – tekstu pisanego przez człowieka pozostającego pod natchnieniem, ale używającego do przekazania natchnionych treści języka, charakterystycznego dla swojej epoki, środowiska i kultury[53]. Zwolennicy tej interpretacji zarzucają trzem pierwszym – preterystycznej, historycznej i futurystycznej – zawężanie jej przekazu i uważają je za nieprawidłowe metodologicznie (tzn. niespójne z całością biblijnego przekazu).

Współczesne naukowe komentarze na ogół stosują metodę eklektyczną, które można uznać za piąte stanowisko. Wykorzystują one elementy interpretacji preterystycznej, futurystycznej i uniwersalnej, unikając proponowanych przez inne stanowiska jednostronnych rozwiązań. Na ogół odrzuca się metodę historyczną. Jednak niektórzy egzegeci skłonni są przyznać nieco racji historycyzmowi, gdy odnosi Apokalipsę do konkretnej sytuacji historycznej. Historycyzm jest błędny, gdy chce odnosić Apokalipsę do jednej tylko rzeczywistości historycznej. Metodę eklektyczną stosuje Gregory K. Beale.

## Apokalipsa w kulturze

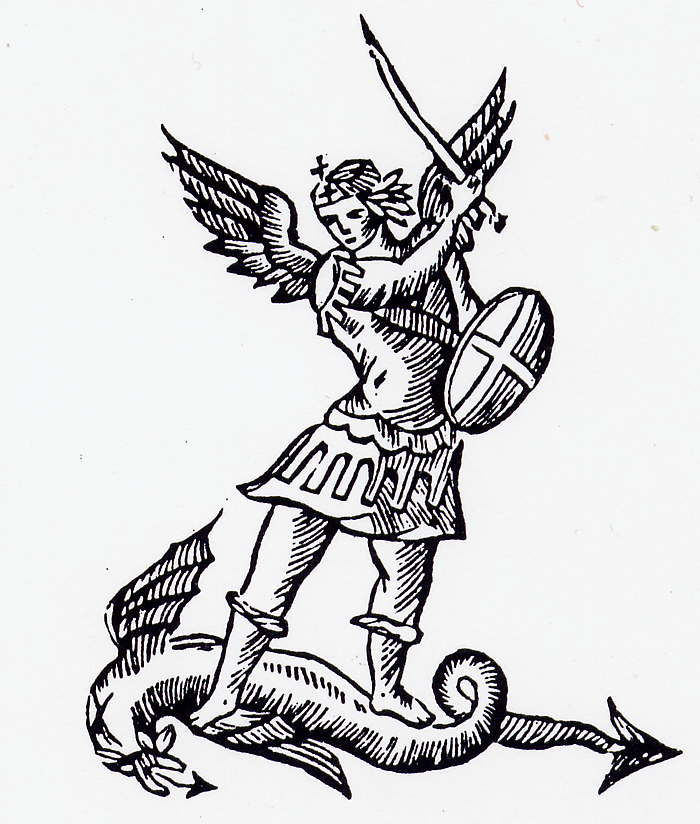
XVII-wieczny emblemat z Brukseli

Apokalipsa św. Jana pełni ważną rolę kulturotwórczą i stanowi źródło wielu symboli.
Jednym z Apokaliptycznych motywów, które przyjęły się w kulturze powszechnej są „czterech jeźdźców” (rozdział 6.). Jednym z bardziej znanych dzieł sztuki przedstawiających tę wizję jest drzeworyt Albrechta Dürera. Vicente Blasco Ibáñez, hiszpański pisarz, w 1916 napisał powieść o tytule „Czterech jeźdźców Apokalipsy”. Powieść stała się bestsellerem w 1919 w Stanach Zjednoczonych i była ekranizowana w 1921 i 1962. Książka Billy’ego Grahama „Approaching Hoofbeats: The Four Horsemen of the Apocalypse” (polski tytuł Czterech jeźdźców Apokalipsy) z 1983, przez 15 tygodni gościła na liście bestsellerów prowadzonej przez New York Times.
Do wizji siedmiu pieczęci nawiązuje film Ingmara Bergmana Siódma pieczęć. W 1995, w stulecie narodzin kina, obraz Bergmana znalazł się na watykańskiej liście 45 filmów fabularnych, które propagują szczególne wartości religijne, moralne lub artystyczne.
Archanioł Michał zwyciężający smoka, z 12. rozdziału Apokalipsy, często był wykorzystywany w malarstwie i rzeźbiarstwie.
Liczba Bestii (666) często była odnoszona do dyktatorów zagrażających porządkowi świata (Genzeryk, Napoleon, Hitler, Stalin), twórców i przywódców konkurencyjnych religii (Mahomet, papież, Luter, itp).
Sąd Ostateczny był często wykorzystywany w sztuce. Do bardziej znanych należy fresk Michała Anioła w kaplicy Sykstyńskiej, obraz Rogiera van der Weydena, obraz Stephana Lochnera, obraz Hansa Memlinga.
Dies irae, ostatnia kompozycja Mozarta nawiązywała do Apokalipsy. Została ukończona po jego śmierci przez Süssmayra.
Apokalipsa wykorzystywana była w kinematografii dla oddania ludzkich obaw oraz lęków przed końcem świata, przed śmiercią, przed nieznanymi zagrożeniami jakie niesie przyszłość. Jednym z bardziej znanych filmów, nawiązujących w tytule do ostatniej księgi biblijnej jest Czas Apokalipsy.